# علاي (حبيش)

تعديل مصدري - تعديل

علاي هي إحدى قرى عزلة بني الضاحتين بمديرية حبيش التابعة لمحافظة إب، بلغ تعداد سكانها 220 نسمة حسب تعداد اليمن لعام 2004.